# Pro Oriente
La fondazione Pro Oriente fu creata nel 1964 dal cardinale viennese Franz König per migliorare le relazioni tra la Chiesa cattolica romana e le Chiese ortodosse orientali. La fondazione avvenne durante il Concilio Vaticano II, che con il decreto sull'ecumenismo Unitatis Redintegratio aveva aperto le porte della Chiesa cattolica alle altre religioni. Pro Oriente ha sedi a Vienna, Graz, Salisburgo e Linz. La Pro Oriente ha attraversato una crisi nel 1998 con la morte del suo leader e presidente per molti anni, Alfred Stirnemann.
Nel 1972 Pro Oriente ha stabilito la Formula cristologica viennese (in tedesco: Wiener Christologische Formel) come nuova interpretazione reciproca della cristologia del Concilio di Calcedonia, sostenuta dalle Chiese ortodosse orientali e dal Papa. La formula si basava su una raccomandazione della Chiesa copta di Vienna ed è uno dei contributi più importanti della fondazione.
La Formula cristologica di Vienna è la seguente:
(Dal sito web della fondazione Pro Oriente Cristo, consideriamo il suo mistero inesauribile e ineffabile e per la mente umana mai pienamente comprensibile o esprimibile.)